# Hrabiowie Celje

Herb hrabiów Celje

Hrabiowie Celje (niem. Grafen von Cilli) – najbardziej wpływowy ród szlachecki w okresie późnego średniowiecza na terenie dzisiejszej Słowenii. Pojawili się w dziejach Europy jako wasale Habsburgów, książąt Styrii na początku XIV wieku, rządzili hrabstwem Cilli jako hrabiowie Rzeszy (Reichsgrafen) od 1341 roku, a w 1436 roku zostali książętami Świętego Cesarstwa Rzymskiego.
Pierwsze informacje na temat rodu późniejszych hrabiów von Cilli pochodzą z 1130 roku. Przedstawiciele tego rodu żyli na pograniczu Styrii i Słowenii. Tytuł hrabiowski został nadany w 1341 roku Fryderykowi I przez cesarza Ludwika IV Bawarskiego. Nazwa pochodziła od słoweńskiego zamku Celje, będącego główną siedzibą rodu. Nowe hrabstwo było bezpośrednim lennem Rzeszy.
Herman I, syn i następca Fryderyka I, uzyskał potwierdzenie nadania tytułu hrabiowskiego w 1372 roku. Jednocześnie przez małżeństwo z Katarzyną Kotromanić, córką bana Bośni, podniósł znaczenie rodu, który w następnych latach wszedł w związki m.in. z królewskimi dynastiami Jagiellonów i Luksemburgów.
Ostatnim męskim przedstawicielem rodu był Ulryk II, zamordowany w 1456 roku.

## Dynastia z Cilli
Gebhardus de Soune +1154
- A1. Gebehardus von Sanegg, +1173
  - B1. Gebhard von Sanegg, +1224
    - C1. Konrad, +1255; m. Zofia von Pfannberg-Peggau
      - D1. Gebhard
      - D2. Konrad
      - D3. Ulryk I, hr. Cilli, +1312; m. Anna von Sternberg (+ po 1275)
        - E1. Ulryk, + po 1308
        - E2. Anna; m. Otto von Emerberg-Mahrenberg
        - E3. Fryderyk I, hr. Cilli, +1359/60; m. Diemut von Wallsee (+1353/57)
          - F1. Ulryk II, hr. Cilli, *ok. 1331, +26.7.1368, m. Adelajda von Ortenburg (+17.8.1391)
            - G1. Wilhelm, hr. Cilli, *1361/62, +19.9.1392, m. 1380 Anna, c. Kazimierza III Wielkiego, kr. Polski (*1366 +1425)
              - H1. Anna Cylejska, *1380, +21.5.1416; m. 29.1.1401 Władysław II Jagiełło, kr. Polski (*1351 +1.6.1434)

          - F2. Anna, + po 1254; m. Otto IV, hr. Ortenburga (+1374/76)
          - F3. Herman I, hr. Cilli, *1332/34, +21.3.1385; m. Katarzyna Kotromanić, c. Władysława, regenta Bośni (*ok. 1336, + 1396)
            - G1. Hans, * ok. 1363, +29.4.1372; m. Małgorzata von Pfannberg
            - G2. Herman II, hr. Cilli, ban Chorwacji i Dalmacji, * ok. 1365, +13.10.1435; m. Anna, c. Henryka VII, hr. Schaunbergu (+ przed 1396)
              - H1. Fryderyk II, hr. Cilli i Ortenburga, ban Słowenii, +19.6./13.7.1454; 1m: ok. 1401 Elżbieta Frankopan (+1422); 2m: Weronika Desnić (+ w Osterwitz 1425)
                - I1. [1m.] Ulryk III, hr. Cilli i Ortenburga, ban Słowenii, *1407, +9.11.1456; m. Katarzyna Branković (+1490/92)
                  - J1. Herman IV, hr. Cilli, +1452
                  - J2. Jerzy, +1445
                  - J3. Elżbieta, *1441, +1455, zaręczona z Janem z Gorycji; m. Władysław Hunyadi

                - I2. [1m.] Fryderyk
                - I3. [1m.] Jan

              - H2. Elżbieta, +1424/26; 1m: Henryk V, hr. Gorycji; 2m: Erlinger ze Schwarzenbergu
              - H3. Anna, + po 23.6.1438; m. 1405 Miklosz Garai (* ok. 1367, +XII.1433), palatyn Węgier
              - H4. Herman III, hr. Cille, +30.7.1426; 1m: Elżbieta von Abensberg (+ przed 1423); 2m: Beatrycze (+ w Neumarkt 12/14.3.1447), c. Ernesta, ks. Bawarii
                - I1. [1m.] Małgorzata Cylejska, +22.7.1480; 1m: Herman von Montfort-Pfannberg (+1434/35); 2m: 1444 Władysław, ks. Cieszyna i Opola (*1420 +1460)

              - H5. Ludwik, +1414/20
              - H6. Barbara Cylejska, + w Melniku 11.6.1451; m. Zygmunt Luksemburski, cesarz rzymski, kr. Niemiec, Czech i Węgier (*14/15.2.1368 +9.12.1437)
              - H7. [morganatyczny] Herman, bp Freisingu, + w Cille 13.12.1421

            - G3. Jerzy, +1443

          - F4. Katarzyna; 1m: Albrecht IV, hr. Gorycji; 2m: Hans Truchsess von Waldburg

      - D4. Liutpold
      - D5. Zofia
      - D6. Gertruda

    - C2. Liupold